# Campagne de l'Oranie (1550)
conflits algéro-cherifiens
Batailles
La campagne de l'Oranie est une opération militaire menée par l'Empire chérifien pour capturer l'Algérie occidentale lors de l'effondrement de l'autorité des sultans Zianides tiraillés entre partisans des Espagnols ou des Turcs ou des Chérifiens.

## Contexte
En 1549, la conquête du pouvoir au Maroc par la dynastie des Saadiens fait craindre aux Turcs d'Alger de perdre l'appui des confréries religieuses en Oranie occidentale. Le prétendant zianide Moulay Abou Ziane, prend le pouvoir à son concurrent le sultan Moulay Mohammed, vassal d'Alger, grâce à l'appui des Espagnols d'Oran.
Une entente est conclue entre Turcs et Chérifs contre les Espagnols, aux dépens du domaine zianide : les Chérifs saadiens récupèreront Tlemcen tandis qu'Oran ira aux Turcs. L'accord demeure néanmoins lettre morte en raison des intrigues des Turcs d'Alger avec le souverain de Debdou, dissident vis-à-vis des Chérifs saadiens.

## Déroulement
Craignant la menace turque, le sultan saadien Mohammed ech-Cheikh lance aussitôt, en 1550, une offensive contre la présence ottomane dans l'Ouest algérien. Le sultan Mawlay Abu Zayyan Muhammad IV meurt dans des circonstances inconnues en 1550. Il était connu aussi comme un grand ennemi des Espagnols et allié partiellement aux puissants leaders musulmans de la région les régents d'Alger  notamment dans sa reconquête de Tlemcen en 1543 contre son proche Abu Abdallah VI allié des Espagnols,. Les Saadiens rentrent à Tlemcen, le 9 juin 1550 profitant de la mort du souverain du Maghreb central pour pouvoir s'y implanter avec l'aval de leurs alliés présents au sein du gouvernement de la capitale Zianide, ainsi suivant un chemin pour étendre leurs influence et territoire après avoir pris de force Fez à leurs souverains Wattassides un peu auparavant puis décident de marcher sur Alger, mais échouent devant Mostaganem et leur offensive est stoppée ainsi que leurs avancées en Oranie sont arrêtées par les Beni Amer qui deviennent dès lors affiliés à Alger.

## Conséquences
Dans le même temps, le beylerbey d'Alger et le sultan des Beni Abbès scellent une alliance, à la suite de la conclusion du « pacte d'Aguemoun Ath Khiar ». Le royaume des Beni Abbès s'engagera alors aux côtés des forces du beylerbey et les milliers de soldats d’Abdelaziz  permettent la victoire de la Régence, qui ira jusqu'à prendre Fez en 1554 pour réinstaurer la dynastie wattasside et plus tard instaurer les deux princes Ahmad al-Mansur et son frère Abd al-Malik en 1576 au trône saadien, faisant reconnaître aux souverains marocains reconnaissants et aussi reconnaître la suzeraineté du calife ottoman de Constantinople, Empereur Musulman majeur, se reconnaissant même empereur romain, version musulmane, possédant les places saintes musulmanes de Médine, La Mecque et Jérusalem.
Cette campagne ouvre une période d'hostilité algéro-chérifienne qui ne prendra fin qu'en 1585, à la suite de l'intervention du sultan ottoman ainsi que ses successeurs qui devront intervenir à plusieurs reprises par le futur suite à des reprises d'hostilités instiguées par les Marocains leur demandant à plusieurs reprises de cesser leurs entreprises hostiles à l'égard des Algériens et du gouvernant de l'Algérie,. L'année suivante, les Turcs menés par Hassan Pacha, beylerbey d'Alger, reprennent ces territoires lors de la campagne de Tlemcen de 1551 avec une armée de 20 000 hommes.